# NGC 6
NGC 6 (ook wel NGC 20, PGC 679, UGC 84, MCG 5-1-36, ZWG 498.82 of ZWG 499.54) is een lensvormig sterrenstelsel in het sterrenbeeld Andromeda.
NGC 6 werd op 18 september 1857 ontdekt door R. J. Mitchell, assistent van de Ierse astronoom William Parsons.
Lewis A. Swift ontdekte dit sterrenstelsel op 20 september 1885 en wist niet dat deze reeds ontdekt was. Het sterrenstelsel draagt nu twee nummers: NGC 6 (Swift) en NGC 20 (Mitchell / Parsons).